# Glypta ceratites
Glypta ceratites là một loài tò vò trong họ Ichneumonidae.